# Tengis Iremadse

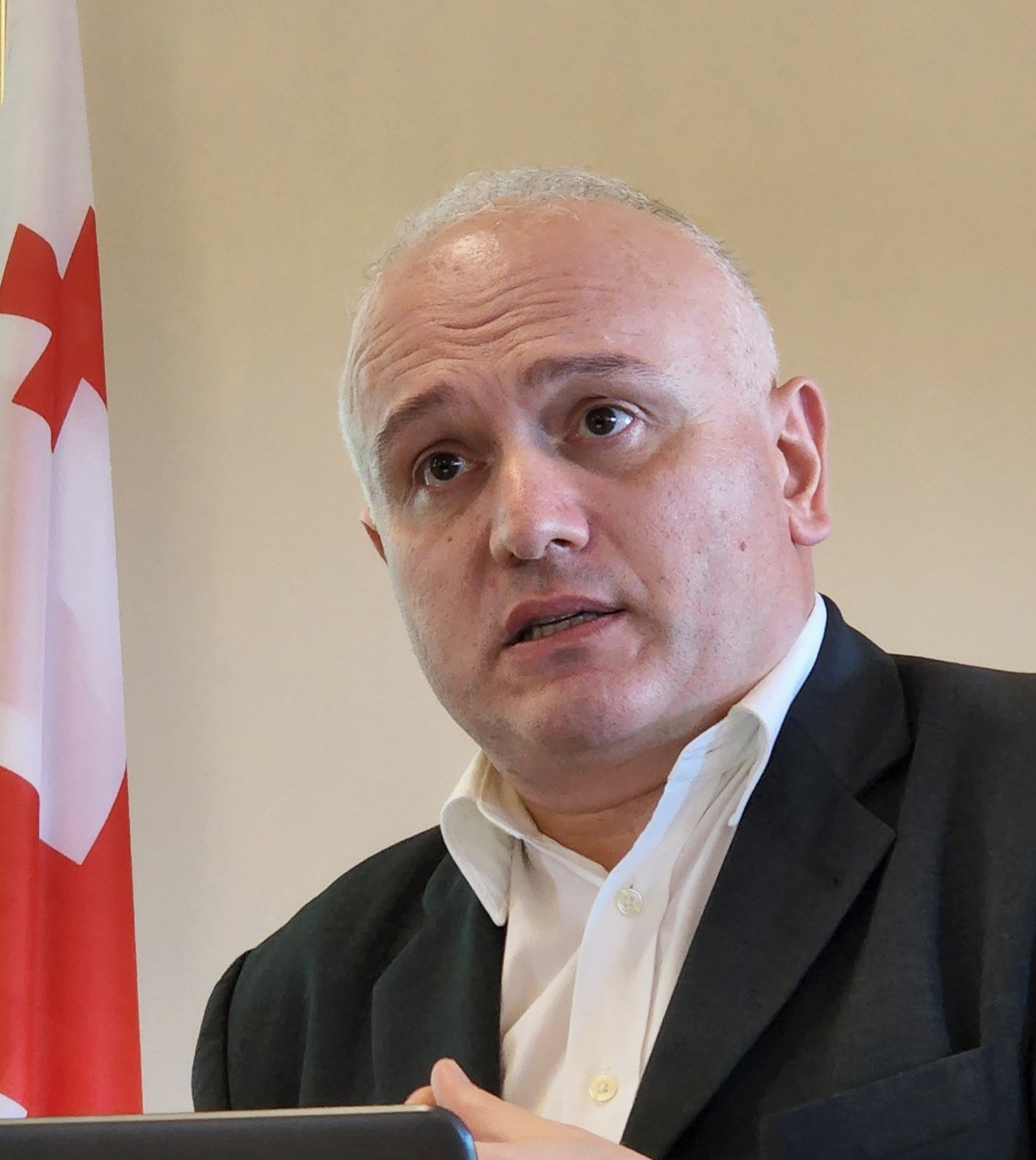
Tengis Iremadse (2022)

Tengis Iremadse (georgisch თენგიზ ირემაძე, englische Transkription: Tengiz Iremadze; * 9. März 1973 in Sochumi, Georgische SSR) ist ein georgischer Philosoph. Zu den systematischen Schwerpunkten seiner Arbeiten zählen die Philosophie des Geistes (Theorie des Denkens bzw. Intellekts) sowie Untersuchungen zur Philosophie von Krieg und Frieden, zur Soziologie des Terrors, zur Mediensoziologie und zur philosophischen Urbanistik als einer neuen philosophischen Disziplin. Historisch stellte er die georgische und europäische Philosophie des Mittelalters, der Neuzeit und Gegenwart in den Mittelpunkt seiner Forschungen. Gegenwärtig arbeitet Tengis Iremadse vor allem an der historischen und systematischen Erforschung der kaukasischen Philosophie. Iremadse publiziert nicht nur in georgischer Sprache, sondern seine wichtigen Beiträge erschienen auch in zahlreichen anderen Sprachen.
Bekannt wurde Iremadse vor allem mit Publikationen zur Philosophie der Antike (Pythagoras, Platon, Aristoteles) und Spätantike (besonders Proklos) sowie zum christlichen Denken des georgischen (Ioane Petrizi) und lateinischen Mittelalters (Dietrich von Freiberg, Berthold von Moosburg). Seine auf Georgisch erschienenen Monographien über Friedrich Nietzsche (2006) und Walter Benjamin (2008) gelten in der georgischen Philosophie der Gegenwart als Standardwerke. Besonders zur Philosophie Friedrich Nietzsches hat er zahlreiche Beiträge in verschiedenen Sprachen publiziert. Darüber hinaus übertrug er kleine Schriften Gottfried Wilhelm Leibniz’, Walter Benjamins, Hans Blumenbergs, André Glucksmanns und Ernst Meister ins Georgische. Unter seiner Leitung erschienen georgische Übersetzungen wichtiger philosophischer und politischer Werke von Friedrich Nietzsche, Alexis de Tocqueville, Thomas Paine, Benjamin Franklin, Thomas Jefferson, James Wilson, Benjamin Rush, John Dewey, Henri Bergson, Carl Schmitt, Leo Strauss, Hannah Arendt und Niklas Luhmann.

## Berufsweg
Tengis Iremadse studierte von 1993 bis 1998 die Fächer Philosophie und Soziologie an der Staatlichen Iwane-Djawachischwili-Universität Tbilisi. Zu seinen akademischen Lehrern zählte vor allem der bekannte und einflussreiche georgische Philosoph Guram Tevzadze. In seiner Diplomarbeit widmete sich Iremadse einer neuen Interpretation von Friedrich Nietzsches "Also sprach Zarathustra" und gab durch eine Neubewertung dieses Werks der georgischen Nietzsche-Forschung wichtige Impulse. 2003 wurde er mit der Dissertation "Konzeptionen des Denkens im Neuplatonismus. Zur Rezeption der Proklischen Philosophie im deutschen und georgischen Mittelalter: Dietrich von Freiberg – Berthold von Moosburg – Ioane Petrizi" an der Ruhr-Universität Bochum von Burkhard Mojsisch promoviert. Seit 2007 ist Tengis Iremadse Professor für Philosophie und Sozialwissenschaften und Direktor des Instituts für Philosophie und Sozialwissenschaften an der Grigol Robakidze Universität (Tbilisi/Georgien). 2015 übernahm er zusätzlich eine Professur für Philosophie an der New Georgian University (Poti/Georgien) und begründete dort das Archiv für kaukasische Philosophie und Theologie, das er als Direktor leitet. Iremadse ist Hauptherausgeber zahlreicher philosophischer Reihen in Georgien und Europa. Seit 2014 gibt er zusammen mit Udo Reinhold Jeck und Helmut Schneider die Reihe "Philosophie und Sozialtheorie" (Logos-Verlag Berlin) heraus.

## Werk

### Interkulturelle Philosophiegeschichtsschreibung
Schon in seiner Dissertation (2003) legte Iremadse ein fruchtbares Konzept des interkulturellen Philosophierens vor. Dort rekonstruierte er nicht nur die Rezeption eines zentralen Konzepts (die Theorie des Denkens) des spätantiken Philosophen Proklos im mittelalterlichen lateinischen Westen, sondern zog vielmehr für seine Untersuchungen auch altgeorgische Texte zur Elementatio theologica (Ioane Petrizis Übersetzung und Auslegung dieser wichtigen Schrift des Proklos) herbei: Hier eröffnete sich erstmals die Möglichkeit eines besonderen interkulturellen Vergleichs, denn beide Entwicklungslinien existierten autark, so dass es keine Verwischungen und Überschneidungen gab; beide Strömungen gingen lediglich von einem gemeinsamen Ursprung in der Spätantike aus. Iremadse erkannte deutlich: Gerade hier (in weit voneinander entfernten Sprachkulturen) ließen sich detailliert die mannigfaltigen Ursachen von Identität und Differenz der jeweiligen Aufnahme proklischer Philosopheme optimal studieren. In seiner Dissertation legte er demnach mehr als eine Spezialstudie zur Rezeptionsgeschichte der Philosophie des Proklos vor: Er schloss vielmehr in seiner Dissertation differente Interpretationsstränge zusammen und schuf dadurch die Grundlage für dieses interkulturelle Forschungsgebiet: Das hebt seine Arbeit aus jenen zahlreichen Veröffentlichungen heraus, die bisher zu Ioane Petrizi, Dietrich von Freiberg und Berthold von Moosburg erschienen.

### Kaukasische Philosophie
Die o. g. Forschungslinie setzte Tengis Iremadse in seinem Buch Philosophy at the Crossroads of Epochs and Cultures (2013) auf neuartige und originelle Weise fort, indem er einen Philosophiebegriff entwickelte, der sich mit Hilfe eines neu eingeführten Konzepts "Crossroad" definieren lässt. In diesem Buch verknüpfte er historische Untersuchungen mit systematischen Analysen und legte dort die methodologischen Voraussetzungen und Grundlagen einer "kaukasischen Philosophie" vor, indem er erstmals das Denken im Kaukasus als ein Ganzes in den Blick nahm, das heißt, er berücksichtigte vor allem diejenigen Denker dieser Region, die produktive philosophische Beziehungen zwischen den kaukasischen Ländern initiierten.
Inhaltlich besitzt dieses Buch einen dreistufigen Aufbau: In einführenden Reflexionen erörtert Tengis Iremadse methodologischen Grundlagen und thematisiert dabei vor allem den Grundbegriff "Crossroad" aus verschiedenen Perspektiven. Der erste Teil entwickelt eine Phänomenologie einiger aus der Sicht des Verfassers wichtiger Perspektiven interkulturellen Denkens. Im zweiten Teil finden sich basale Grundbegriffe, die sich historisch durchgehalten haben und zudem noch wandlungsfähig für die Zukunft erscheinen. Im dritten Teil diskutiert Iremadse neue Konzepte interkulturellen Denkens. Auch dabei spielt der Begriff "Crossroad" eine wesentliche Rolle, denn er eignete sich als Basis für die Entwicklung einer neuen philosophischen Theorie der Interkulturalität.
Das Buch stellt insofern wichtige Werkzeuge zur Deutung interkultureller Phänomene bereit. Dabei zeichnen sich einerseits die Umrisse eines geistigen Kulturraumes sowie die Beziehungen zu anderen philosophischen Kulturen erstmals deutlich ab, andererseits begründet es eine Theorie, die sich sowohl der hermeneutischen Praxis als auch der philosophischen Systematik verpflichtet fühlt.

## Wirkung
Als georgischer Philosoph fand Tengis Iremadse international vielfach Beachtung. Obwohl seine Dissertation noch einen stark philosophiehistorischen Charakter aufweist, wandte er sich später der systematischen philosophischen Forschung zu. Wie kaum ein anderer georgischer Philosoph der Gegenwart reagierte er in seinen Forschungen sowohl auf Fragen der klassisch-traditionellen Philosophie als auch auf Probleme der gegenwärtigen Philosophie.  Weil er dabei die Möglichkeit der kaukasischen Philosophie als einer bisher in der Philosophiegeschichtsschreibung vernachlässigten wichtigen philosophischen Tradition aufzeigte und insofern einen Paradigmenwechsel initiierte, fanden seine Arbeiten auf diesem Forschungsgebiet die Beachtung internationaler Spezialisten.  Seine Schüler und Mitarbeiter (vor allem Giorgi Tavadze  und Giorgi Khuroshvili) setzen gegenwärtig diese Forschungen im Rahmen des Archivs für kaukasische Philosophie und Theologie der New Georgian University (Poti/Georgien) erfolgreich und produktiv fort.

## Werke
- Konzeptionen des Denkens im Neuplatonismus. Zur Rezeption der Proklischen Philosophie im deutschen und georgischen Mittelalter: Dietrich von Freiberg – Berthold von Moosburg – Ioane Petrizi (Bochumer Studien zur Philosophie, Bd. 40), Amsterdam/Philadelphia: B. R. Grüner Publishing Company, 2004, ISBN 978-90-6032-369-4. Digitalisat
- Friedrich Nietzsche. „Also sprach Zarathustra“: Text und Kontext, Tbilisi: Verlag „Nekeri“, 2006 (auf Georgisch), ISBN 99940-890-1-3.
- Der Aletheiologische Realismus. Schalwa Nuzubidse und seine neuen Denkansätze, Tbilisi: Verlag „Nekeri“, 2008 (auf Deutsch), ISBN 978-9941-404-41-2.
- Walter Benjamin. Leben – Wirken – Werk, Tbilisi: Verlag „Nekeri“, 2008 (auf Georgisch), ISBN 978-9941-404-20-7.
- Was ist Freiheit? Große Denker über das Wesen der Freiheit. Charles-Louis Montesquieu, Jean-Jacques Rousseau, Georg Wilhelm Friedrich Hegel, Herbert Spencer, Erich Fromm, Tbilisi: Verlag „Nekeri“, 2010 (zusammen mit H. Schneider, L. Zakaradze, D. Labuchidze, G. Tavadze), (auf Georgisch), ISBN 978-9941-416-71-2; 2. Auflage 2013: ISBN 978-9941-436-82-6.
- Der Aletheiologische Realismus. Schalwa Nuzubidse und seine neuen Denkansätze, aus dem Deutschen ins Georgische übersetzt von G. Tavadze, Tbilisi: Verlag „Nekeri“, 2013, ISBN 978-9941-436-81-9.
- Philosophy at the Crossroads of Epochs and Cultures, Tbilisi: Publishing House “Nekeri”, 2013 (auf Georgisch, mit einer gründlichen englischen Synopsis), ISBN 978-9941-436-55-0.
- Early Modern Georgian Philosophy and its Major Representatives (second half of the 18th century – second half of the 19th century), Tbilisi: „Favorite Style“, 2014 (zusammen mit L. Zakaradze, D. Labuchidze, G. Khuroshvili, U. R. Jeck, M. Gogatishvili, Metropolitan Grigoli (Berbichashvili), G. Tevzadze, G. Tavadze), (auf Georgisch), ISBN 978-9941-0-7227-7.
- Philosophische Urbanistik, Tbilisi: Publishing House “Nekeri”, 2014 (zusammen mit H. Schneider, G. Khuroshvili, L. Zakaradze, M. Gogatishvili, G. Tavadze), (auf Georgisch, mit einer deutschen Einleitung), ISBN 978-9941-457-01-2.